# Daytona (álbum)
Daytona (estilizado em letras maiúsculas ) é o terceiro álbum de estúdio do rapper americano Pusha T. O album foi lançado em 25 de maio de 2018, pela GOOD Music e Def Jam . conta com participações especiais de Rick Ross e Kanye West, e vocais não creditados de Tony Williams e 070 Shake . Ye também atuou como produtor executivo e produziu todas as suas faixas, com produção adicional de Andrew Dawson e Mike Dean .
Daytona é o primeiro dos 5 álbuns produzidos por Ye em Jackson Hole, Wyoming, no que ficou conhecido como "Wyoming Sessions", foi lançado em 2018, com um álbum de sete faixas sendo lançado todas as semanas. O álbum precedeu o lançamento do oitavo álbum de estúdio de West, Ye, o álbum de West com Kid Cudi intitulado Kids See Ghosts, o décimo primeiro álbum de estúdio de Nas, Nasir, e o segundo álbum de estúdio de Teyana Taylor, K.T.S.E .
Daytona foi apoiada pelo single, "What Would Meek Do?", lançado do álbum em 4 de julho de 2018. Daytona estreou em terceiro lugar na Billboard 200 dos EUA com 77.000 unidades equivalentes vendidas, das quais 39.000 foram puras vendas de álbuns. O álbum recebeu ampla aclamação da crítica musical e foi considerado por muitas publicações importantes como um dos melhores álbuns de 2018 e da década. O álbum recebeu uma indicação para Melhor Álbum de Rap no Grammy Awards de 2019 .

## Arte da Capa
A arte original de Daytona foi substituída alguns dias antes do lançamento do álbum, com a arte oficial mostrando uma foto da pia do banheiro cheio de apetrechos para drogas da agora falecida cantora Whitney Houston . O licenciamento da imagem custou US$ 85 mil, pagos por Kanye West. O ex-marido de Houston, Bobby Brown, criticou a capa, dizendo que era de "muito, muito mau gosto".

## Elogios
Em 2019, a NME o nomeou o 82º melhor álbum da década de 2010. O Rolling Stone listou em 74º lugar na lista dos 100 melhores álbuns da década. A Pitchfork listou em 188º lugar entre os 200 melhores álbuns da década e o  Paste considerou-o o 18º melhor álbum de Hip-Hop da década de 2010.
| Publication          | List                                     | Rank | Ref.   |
| -------------------- | ---------------------------------------- | ---- | ------ |
| Esquire              | The Best Albums of 2018                  | 5    | [ 15 ] |
| The Triangle         | The Best Albums of 2018                  | 5    | [ 16 ] |
| Magnet               | The Best Albums of 2018                  | 2    | [ 17 ] |
| Billboard            | The 20 Best Hip-Hop Albums of 2018       | 1    | [ 18 ] |
| Paste                | The 10 Best Hip-Hop Albums of 2018       | 1    | [ 19 ] |
| Salon                | Top 10 Albums of 2018 in Hip-Hop and R&B | 2    | [ 20 ] |
| BBC                  | The Best Albums of 2018                  | 8    | [ 21 ] |
| Highsnobiety         | The 25 Best Albums of 2018               | 1    | [ 22 ] |
| Spectrum Culture     | The Top 20 Albums of 2018                | 4    | [ 23 ] |
| AllHipHop            | The 15 Best Hip-Hop Albums of 2018       | 1    | [ 24 ] |
| Vulture              | The 15 Best Albums of 2018               | 5    | [ 25 ] |
| A. Side              | The 25 Best Albums of 2018               | 4    | [ 26 ] |
| Rolling Stone        | The 30 Best Hip-Hop Albums of 2018       | 3    | [ 27 ] |
| BrooklynVegan        | The 30 Best Rap Albums of 2018           | 3    | [ 28 ] |
| NPR                  | The Best Rap Albums of 2018              | 9    | [ 29 ] |
| Consequence of Sound | The Top 50 Albums of 2018                | 5    | [ 30 ] |
| NME                  | The Albums of the Year 2018              | 5    | [ 31 ] |
| Rolling Stone        | The 50 Best Albums of 2018               | 7    | [ 32 ] |
| Complex              | The Best Albums of 2018                  | 1    | [ 33 ] |
| Exclaim!             | The Top 10 Hip-Hop Albums of 2018        | 2    | [ 34 ] |
| Revolt               | The 11 Best Rap Albums of 2018           | 2    | [ 35 ] |
| The Ringer           | The Best Albums of 2018                  | 2    | [ 36 ] |
| Billboard            | The 50 Best Albums of 2018               | 4    | [ 37 ] |
| The Daily Beast      | The 50 Best Albums of 2018               | 3    | [ 38 ] |
| Loud and Quiet       | The 40 Best Albums of 2018               | 2    | [ 39 ] |
| NOW                  | The 10 Best Albums of 2018               | 4    | [ 40 ] |

| Ceremony           | Category                 | Result   | Ref.   |
| ------------------ | ------------------------ | -------- | ------ |
| 61st Grammy Awards | Best Rap Album           | Indicado | [ 41 ] |
| GAFFA Awards       | Best International Album | Indicado | [ 42 ] |

## Lista de músicas
| N.º            | Título                                 | Compositor(es)                                        | Producer(s)                      | Duração |  |
| 1.             | "If You Know You Know"                 |                                                       | West                             |         |  |
| 2.             | "The Games We Play"                    |                                                       | West Andrew Dawson [b]           |         |  |
| 3.             | "Hard Piano (com Rick Ross)"           | Terrence Thornton Kanye West Al Gwylit Richard Nisbet | West Dawson [a] Dean [b]         |         |  |
| 4.             | "Come Back Baby"                       | Thornton West Robert Manchurian Carter Andrew Nell    | West Dawson [b]                  |         |  |
| 5.             | "Santeria"                             |                                                       | West Dean [a] Pi'erre Bourne [b] |         |  |
| 6.             | "What Would Meek Do? (com Kanye West)" |                                                       | West                             |         |  |
| 7.             | "Infrared"                             |                                                       | West                             |         |  |
| Duração total: | Duração total:                         | Duração total:                                        | Duração total:                   | 21:08   |  |

Notas
- ↑[a] significa co-produtor
- ↑ [b] significa um produtor adicional
- "Hard Piano" e "Santeria" contam com vocais adicionais de Tony Williams
- "Santeria" apresenta vocais adicionais de 070 Shake

Credito de Amostras
- "If You Know You Know" contém uma amostra da gravação "Twelve O'Clock Satanial" interpretada por Air e escrita por Al Gwylit e Richard Nisbet.
- "The Games We Play" contém uma amostra de "Heart 'N Soul", escrita e interpretada por Booker T. Averheart; e uma interpolação de "Politics as Usual", escrita por Cynthia Biggs, Shawn Carter, Dexter Wansel e David Anthony Willis, e interpretada por Jay-Z.
- "Come Back Baby" contém samples de "The Truth Shall Make You Free", escrita e interpretada por The Mighty Hannibal ; e samples de "I Can't Do Without You", escrita e interpretada por George Jackson .[43]
- "Santeria" contém uma amostra de "Bumpy's Lament", escrita por Isaac Hayes e interpretada por Soul Mann & The Brothers.
- "What Would Meek Do?" contém uma amostra da gravação " Heart of the Sunrise " do Yes, escrita por Jon Anderson, Christopher Squire e William Bruford, e interpretada por Yes.
- "Infrared" contém uma amostra da gravação "I Want to Make Up", escrita por Robert Manchurian e interpretada por 24-Carat Black ; e uma interpolação de "The Prelude", escrita por Shawn Carter e Mark James ; e interpretada por Jay-Z.

## Pessoal
- Tom Kahre – gravação
- Nathaniel Alford – gravação
- Jenna Felsenthal – assistência de gravação
- Mike Snell – gravação (070 Shake's vocals on track 5)
- Mike Dean – engenharia, mixagem, teclados (tracks 3, 5), masterização
- Sean Solymar – assistente de engenharia
- Noah Goldstein – engenharia, programação (tracks 1, 5)
- Andrew Dawson – engenharia (tracks 2–4)
- Mike Malchicoff – engenharia (tracks 3, 6)
- Jess Jackson – mixagem
- Splash News – capa
- Akeem Smith (The Projects) – design da capa

## Gráficos
| Chart (2018)                            | Peak position |
| --------------------------------------- | ------------- |
| Austrália (ARIA)                        | 11            |
| Bélgica (Ultratop Flandres)             | 22            |
| Bélgica (Ultratop Valônia)              | 155           |
| Canadá (Billboard)                      | 5             |
| República Tcheca (ČNS IFPI)             | 45            |
| Dinamarca (Hitlisten)                   | 18            |
| Países Baixos (Dutch Charts)            | 18            |
| França (SNEP)                           | 116           |
| Alemanha (Offizielle Deutsche Charts)   | 86            |
| Irlanda (IRMA)                          | 17            |
| Nova Zelândia (RMNZ)                    | 12            |
| Noruega (VG-lista)                      | 12            |
| Suécia (Sverigetopplistan)              | 22            |
| Suíça (Schweizer Hitparade)             | 25            |
| Reino Unido (Official Albums Chart)     | 13            |
| US Billboard 200                        | 3             |
| Estados Unidos (Top R&B/Hip Hop Albums) | 2             |

| Chart (2018)                          | Position |
| ------------------------------------- | -------- |
| US Top R&B/Hip-Hop Albums (Billboard) | 87       |